# Старая Малукса (платформа)
Ста́рая Ма́лукса — остановочная платформа Санкт-Петербургского отделения Октябрьской железной дороги на однопутной линии Мга — Будогощь. Расположена в Кировском районе Ленинградской области в одноимённом посёлке Старая Малукса.
На платформе останавливаются все проходящие через неё электропоезда сообщением Санкт-Петербург — Мга — Кириши — Будогощь.